# Meddelanden af Societas pro Fauna et Flora Fennica
Meddelanden af Societas pro Fauna et Flora Fennica (abreviado Meddeland. Soc. Fauna Fl. Fenn.) fue una revista científica con ilustraciones y descripciones botánicas que fue publicada en Helsinki desde 1876 hasta 1925. Fue precedida por Notiser ur Sällskapets pro Fauna et Flora Fennica förhandlingar y reemplazada por Memoranda Societatis pro Fauna et Flora Fennica.